# Bandera de Amazonas (Brasil)
La bandera del Amazonas es uno de los símbolos oficiales de Amazonas, un estado de Brasil. Fue aprobado por la Ley Estatal Nº 1513 del 14 de enero de 1982.

## Descripción
Su diseño consiste en un rectángulo de proporciones anchura-longitud igual a 15:21, dividido en tres bandas horizontales de igual anchura de colores blanco, rojo y blanco. En la esquina superior izquierda se halla un cantón azul sobre la franja blanca, en la que hay 25 estrellas blancas de cinco puntas de las cuales sobresale una por su tamaño mayor. Las estrellas están dispuestas de la siguiente manera: dos líneas, una en la parte superior y uno en la parte inferior con ocho estrellas cada uno. También hay ocho estrellas dispuestas en pares en posición vertical entre las posiciones superior e inferior igual a la primera estrella, tercero, sexto y octavo. En el centro hay una estrella más grande que los demás.

## Simbolismo
Las 25 estrellas en la esquina superior izquierda representan los 25 municipios en que estaba dividido el estado el 4 de agosto de 1897. La estrella más grande representa la capital, Manaus. Las dos franjas blancas horizontales representan la esperanza y la faja roja, las dificultades a superar.
En la bandera de Amazonas, el blanco y el azul se ha unido al rojo (que puede ser interpretada en relación con el momento de la preparación de la bandera), sólo para ser llevados a los campos de combate en Tizi, en 1897, los militares del batallón Amazonas (actual Policía Militar del Estado de Amazonas), que se integró a las fuerzas de otros estados en esa lucha.

## Historia
La primera noticia de alguna bandera para Amazonas está dada por el cronista Julio Uchôa (1897-1970) quien, en una ocasión, estaba intrigado con la bandera blanca y azul celeste que se enarbolaba en la provincia de Amazonas. Según su transcripción "la bandera de la provincia de Amazonas consiste en un plano cortado poe dos diagonales que forman cuatro triángulos abiertos, dos de ellos aparecen en color azul celeste (superior e inferior) y dos triángulos blancos opuestos al lado izquierdo y derecho".
En su relato Uchôa continúa diciendo que los colores blanco y azul celeste reunían los colores de la bandera real enarbolada en buques, edificios, etc. en tiempos de la colonia. Dicha bandera consta en la colección Carlos Piquet, que tenía una exposición en el Museo Nacional de Historia que mostraba la bandera llevada por las tropas de la Amazonia durante la Guerra de Canudos.
Un relato del periódico "O Jornal" del 31 de julio de 1949 decía: "De hecho, no se conoce el creador de la bandera. También es dudosa la afirmación de que las tropas amazonenses contra Canudos hayan llevado la bandera provincial. Se conocen sólo dos ejemplares de la bandera nacional y los participantes de este conflicto. Ellos se encuentran en el Palacio Provincial".

## Otras banderas

Reverso de la bandera de Amazonas.
Bandera no oficial, llevada a cabo por las tropas de Amazonas (1897).
Bandera del Gobernador de Amazonas